# ورین کارمیرآقبیور
ورین کارمیرآقبیور (به ارمنی: Վերին Կարմիրաղբյուր) یک شهرک در ارمنستان است که در استان تاووش واقع شده‌است. ورین کارمیرآقبیور در ۵۹ کیلومتری شرق ایجوان، مرکز استان تاووش واقع شده‌است.

## خصوصیات
ورین کارمیرآقبیور ۲٬۰۲۶ نفر جمعیت دارد و در ارتفاع ۱۳۲۰ متر بالاتر از سطح دریا قرار گرفته‌است.

## جاذبه‌های تاریخی

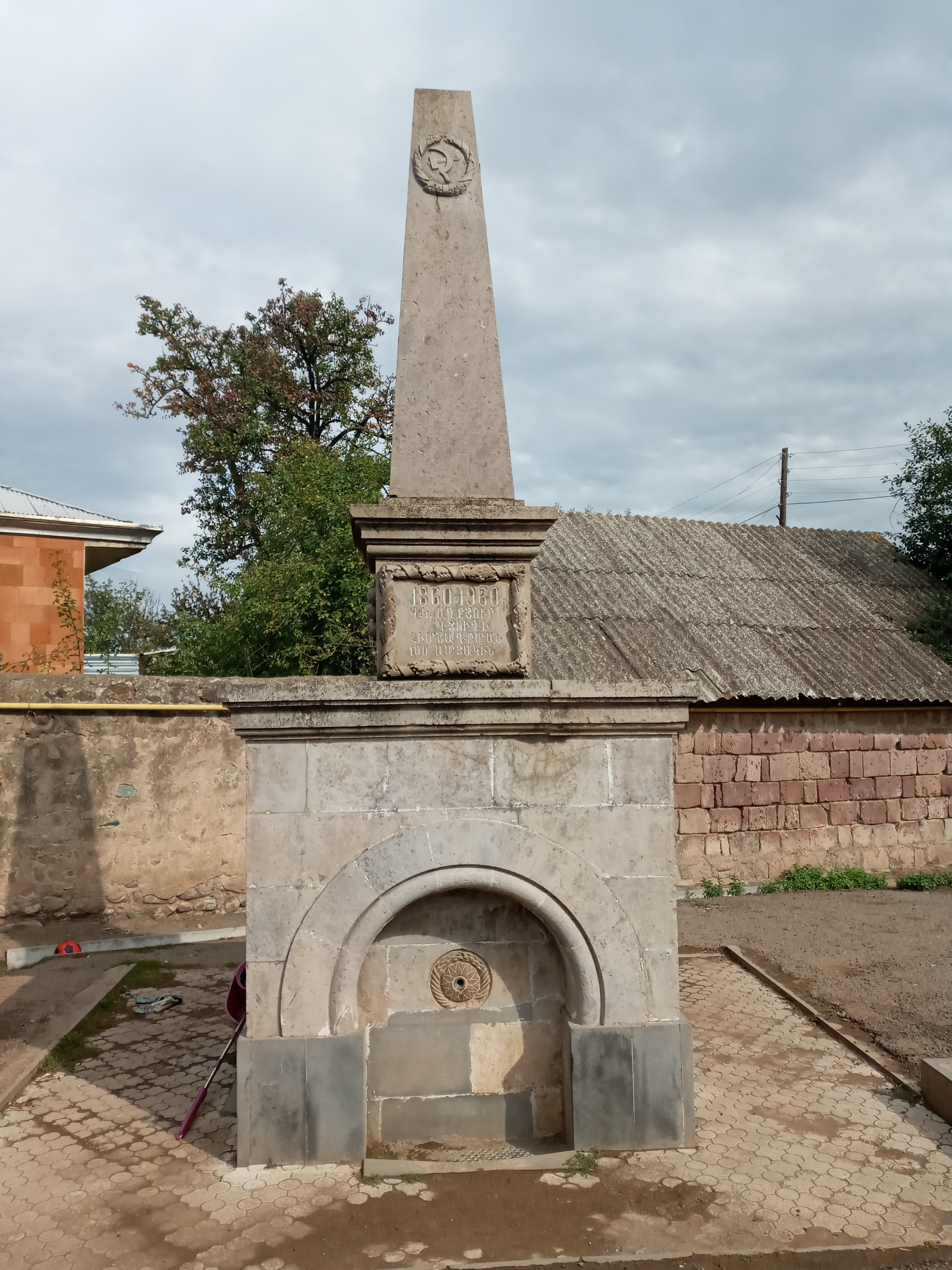
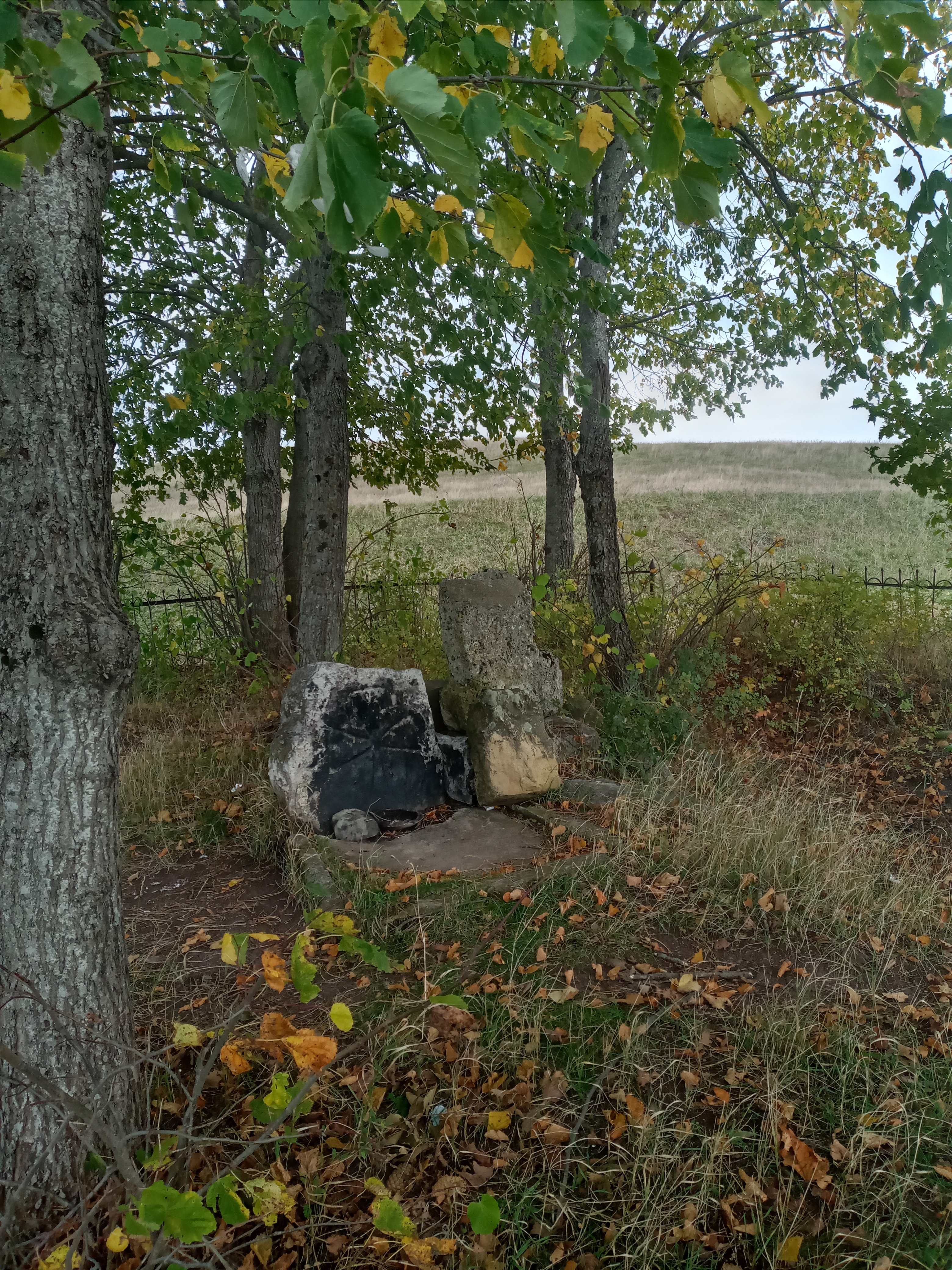
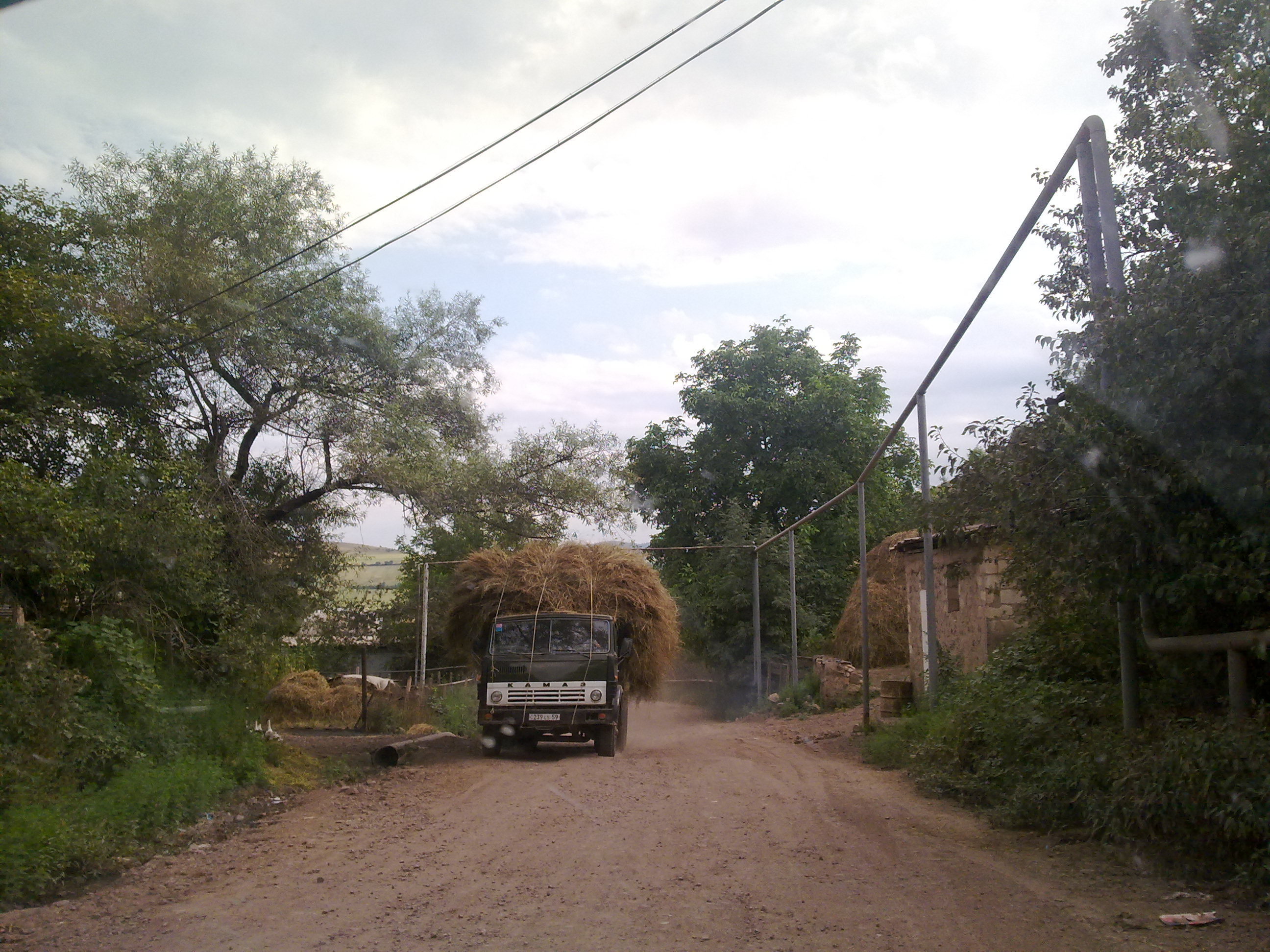